# By:Larm
By:Larm je hudební festival, jehož první ročník se konal v roce 1998 v Trondheimu. Ve stejném městě byl festival konán znovu v letech 2003 a 2007; v následujících letech se konal v dalších městech: Stavanger (1999 a 2005), Bergen (2000 a 2004), Tromsø (2001 a 2006), Kristiansand (2002) a od roku 2008 se pravidelně koná v Oslu. Na festivalu v roce 2014, který se konal na přelomu února a března, vystoupili například James Murphy a John Cale, který zde za přítomnosti publika provedl rozhovor s britským novinářem Barneyem Hoskynsem. Mezi dalšími, kteří zde vystoupili, jsou například Jenny Hval, Sea Change nebo Serena Maneesh.